# Ultime notizie (film 1995)
Ultime notizie è un cortometraggio del 1995 diretto da Rosanna Benvenuto. È tratto dal monologo a due voci Marrakech di Rosanna Benvenuto e Federico Sanguineti.

## Riconoscimenti
- 1995 - Festival Internazionale Cinema Giovani
  - Primo premio Concorso Spazio Italia - Fiction